# Волковысское гетто
Гетто в Волковы́ске (лето 1941 — 26 января 1943) — еврейское гетто, место принудительного переселения евреев города Волковыск Гродненской области и близлежащих населённых пунктов в процессе преследования и уничтожения евреев во время оккупации территории Белоруссии войсками нацистской Германии в период Второй мировой войны.

## Оккупация Волковыска и создание гетто
В предвоенные годы в Волковыске проживало 5130 евреев.
Волковыск находился под немецкой оккупацией более трёх лет — с 28 (27) июня 1941 года до 4 (14) июля 1944 года.
С 22 июня в течение пяти дней Волковыск подвергался немецкой бомбардировке, в течение которой, ещё до прихода немцев, погибли сотни евреев. Еврейские кварталы были почти полностью разрушены — немного строений остались только в северной части города на улицах Гродненской (сейчас С. Панковой), Татарской (Первомайская), Костюшки (Советская). Нацисты целенаправленно уничтожали еврейские кварталы вместе с евреями, и почти не бомбили другие объекты, зная, что вскоре все это понадобится им самим.
Сразу после захвата города гитлеровцы ввели в действие режим устрашения и начали ежедневные массовые убийства и избиения евреев. В лагере военнопленных выявили и расстреляли евреев и комиссаров. Уже в первые дни оккупации начались аресты евреев. Уже на четвёртый день после захвата города (в сентябре 1941 года) немцы провели «акцию» (таким эвфемизмом гитлеровцы называли организованные ими массовые убийства) — окружили еврейские дома, по заранее составленному списку схватили двести человек и всех в течение суток расстреляли.
13 июля 1941 года оккупанты расстреляли 11 евреев-врачей Волковыска.
Для контроля исполнения немецких приказов среди евреев их заставили организовать еврейский совет (юденрат) из десяти человек, главой которого поставили врача Исаака Вейнберга, а его заместителем — Якова Седелецкого.

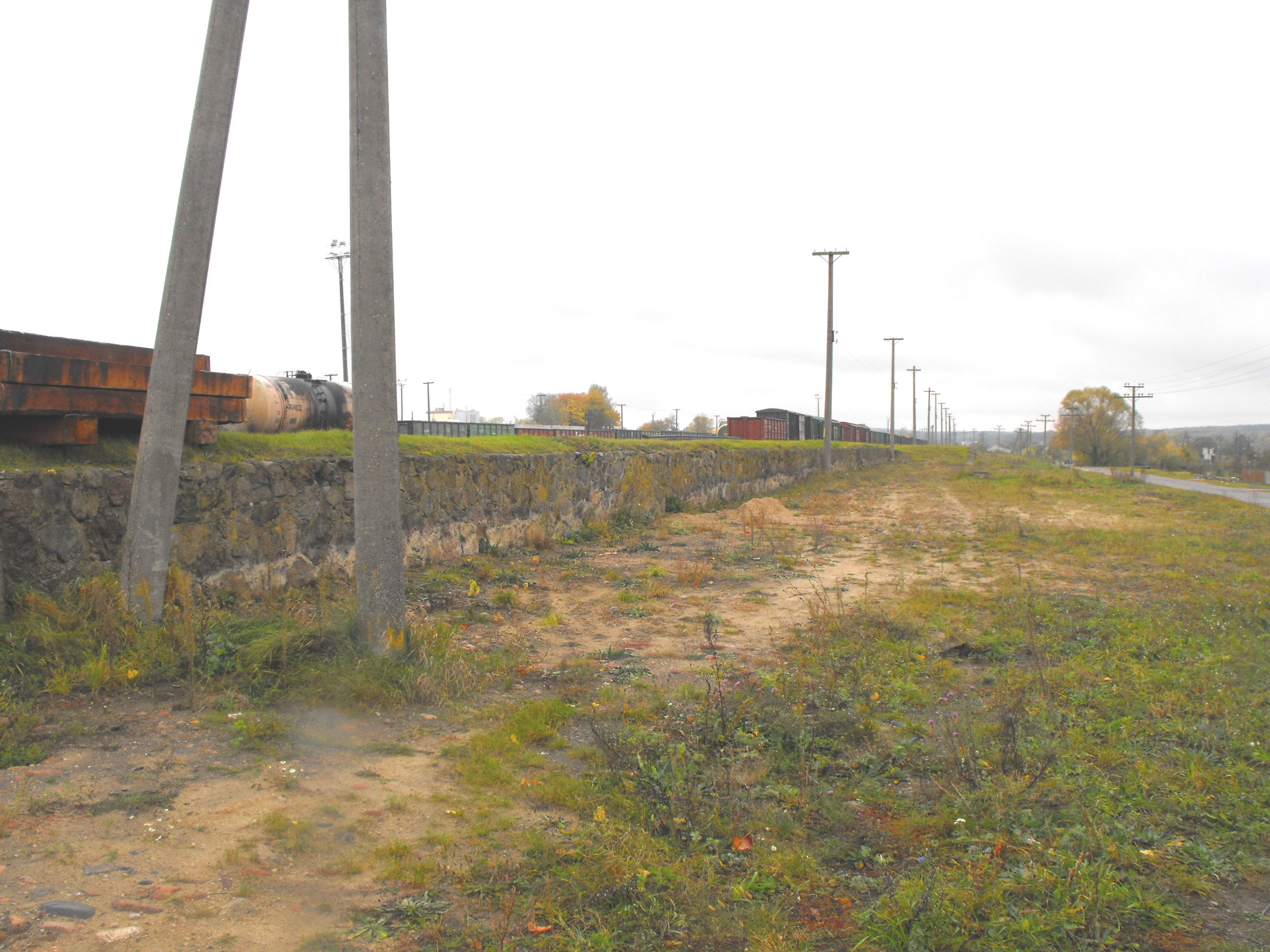
Волковыск, район железнодорожного вокзала. Железнодорожная платформа, с которой были погружены в эшелоны для перевозки в лагеря смерти 16 000 евреев района

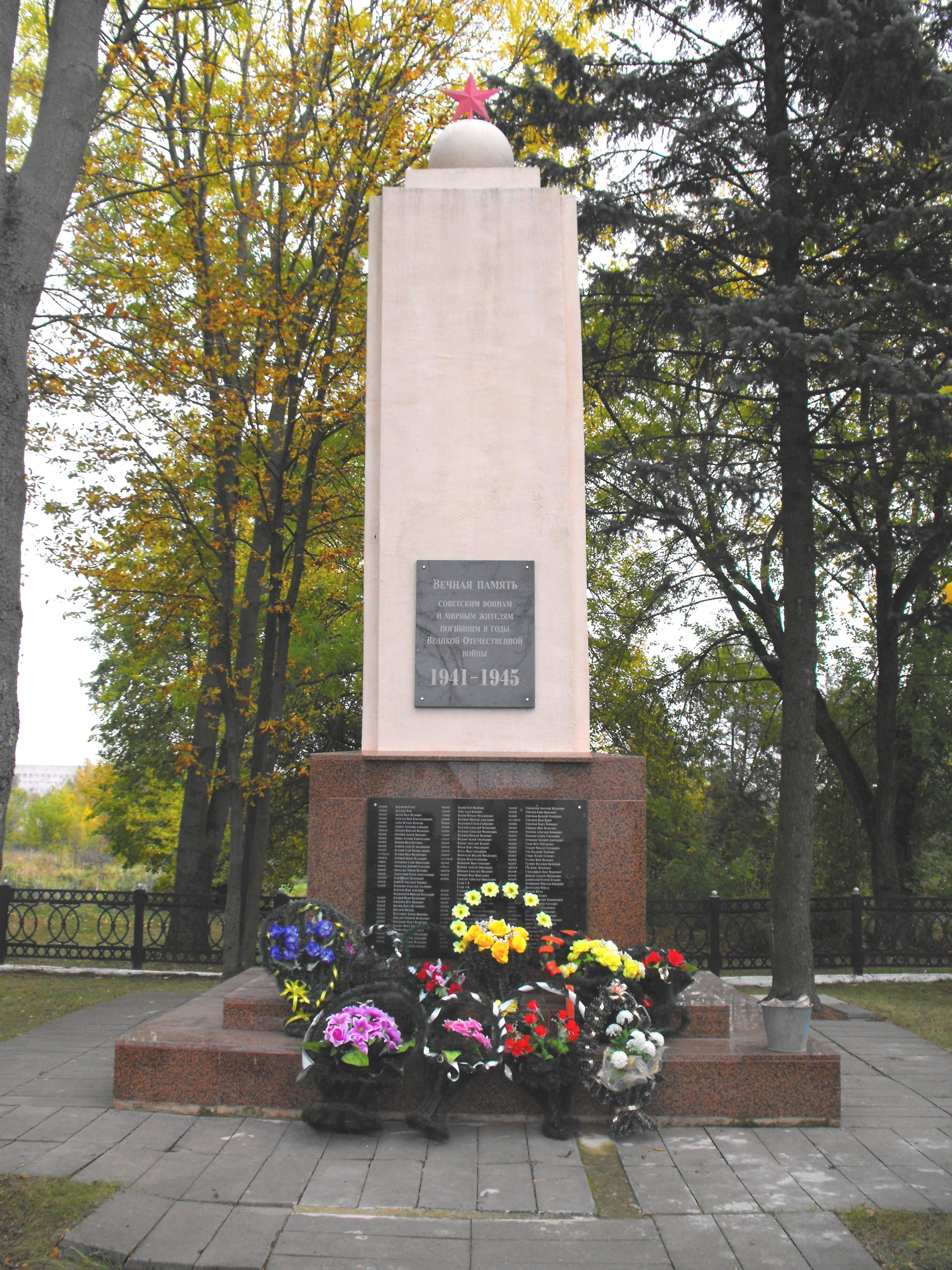
Волковыск, улица Медведева. Памятник на братской могиле около 5000 человек, убитых в Волковыске в гетто, в лагере военнопленных и тюрьме

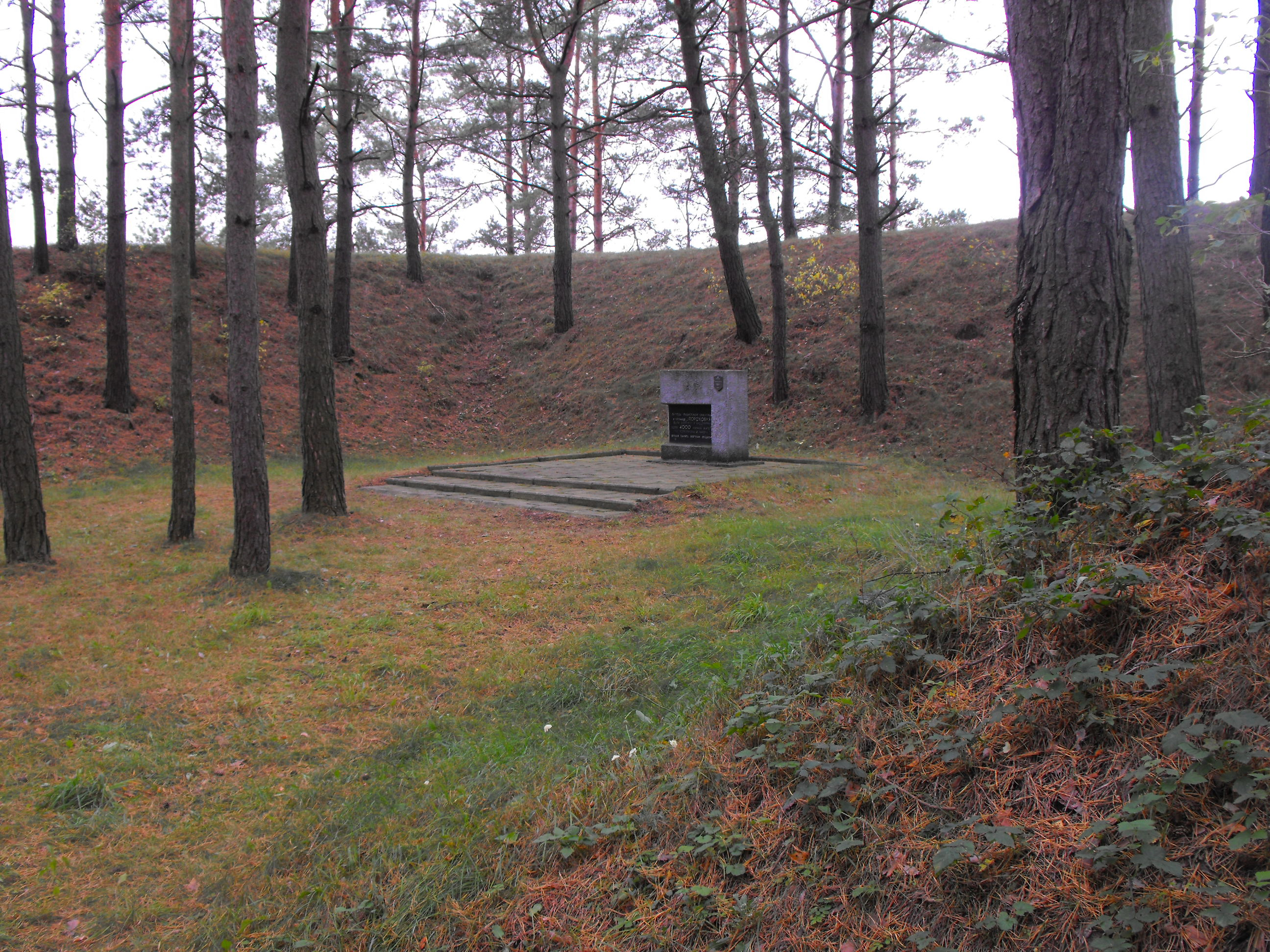
Волковыск, урочище Пороховня. Мемориальный знак на одном из мест убийств евреев Волковыска и близлежащих деревень.

Осуществляя нацистскую программу уничтожения евреев, всех их в первую очередь переписали и зарегистрировали. Евреям сразу после оккупации приказали надеть желтые повязки на правую руку, нашить «звезду Давида» на одежду спереди и сзади, и нарисовать жёлтый круг на дверях домов. Евреям запретили ходить по тротуарам, запретили покупать некоторые продукты питания, в том числе мясо. Всех здоровых евреев обязали трудиться на принудительных работах, первое время — на расчистке завалов после бомбардировки города. Нарушение евреем любого запрета или приказа немцев каралось только смертью. Территория еврейского квартала в центре города была превращена в гетто.

## Условия в гетто
Евреи, которые не могли (или не хотели) работать, в начале оккупации могли откупиться от трудовой повинности за пять немецких марок в день. Но такая возможность давалась только для того, чтобы определить, у кого из евреев ещё сохранились деньги, и затем полностью его ограбить.
Гетто круглосуточно охранялось полицаями. Кроме охранников из немцев и полицаев из поляков и белорусов (особо зверствовал полицай Феликс Обухович), нацисты использовали для охраны и насильственно созданные еврейские полицейские силы.
Очень быстро в гетто наступил голод, вынудив узников любыми путями обменивать своё имущество на еду. Пользуясь безвыходным положением евреев, на этих обменах наживалась, в первую очередь, охрана гетто. Юденрат постоянно обязывали собирать новые налоги деньгами и золотом, периодически производился обыск и конфискация еврейского имущества. Немцы постоянно обязывали евреев выполнять различные работы, на которые еврейский совет был обязан безоговорочно поставлять рабочую силу. Физически истощённых, голодных, полураздетых людей использовали, в основном, на строительстве шоссейной дороги Волковыск — Белосток.

## Создание второго гетто
31 октября 1942 года евреям Волковыска было приказано сдать всю лишнюю одежду и обувь, а на следующий день, 1 ноября, объявили, что еврейское население Волковыска будет эвакуировано. 2 ноября был обнародован приказ гестапо: «Все евреи Волковыска, богатые и бедные, молодые и старые, здоровые и больные, должны взять с собой запас еды на два дня и собраться возле своих домов. Все дома должны быть закрыты, ключи отданы гестапо. Все, кто ослушается, будут расстреливаться на месте». Ослушаться приказа было равносильно смерти, и все евреи гетто вышли и колонной начали двигаться по улице Широкой.
Все пытавшиеся бежать из колонны тут же расстреливались охранниками. Людей пригнали к новому месту расположения гетто — на территории нынешнего завода «ВолМет», между улицами Кашарской (сейчас Красноармейская) и Колеевой (Жолудева). Гетто было огорожено колючей проволокой. На территории нового гетто уже находились евреи, согнанные из близлежащих населённых пунктов: Мостов, Зельвы, Изабелина, Порозова, Песок, Росси, Лыскова, Ружан. Часть евреев не перешли на новое место, и прятались в своих прежних домах. Проверив списки и недосчитавшись всех, Ною Фогсу приказали привести отсутствующих. Фогс ходил по бывшему еврейскому кварталу и кричал, чтобы люди выходили, так как их все равно найдут и убьют. Тех, кто вышел сам, увели в гетто, а тех, кого немцы находили сами, расстреливали на месте.
Ружанские евреи страдали больше всех. Их заставили жить в бункере в такой тесноте, что многие не выдерживали и ночевали под открытым небом, заболевали, и поэтому среди них была самая большая смертность — примерно 20 человек в день.
В опустевших еврейских домах немцы, никому больше этого не разрешая, лично начали грабёж оставшегося имущества. Наиболее ценное делили между собой или отправляли в Германию, а то, что было в их глазах менее стоящим, отдавали полицаям.

## Уничтожение гетто
14 октября 1941 года были убиты 27 евреев. 2 ноября 1942 года евреи деревни Волпа (50 (66) стариков и детей) были убиты на еврейском кладбище Волковыска.
В конце ноября 1942 года узникам гетто объявили, что часть из них скоро отправят на работу в Германию, чему мало кто поверил, потому что уже было известно про газовые камеры в лагерях смерти. Вскоре увезли евреев из Ружан, затем евреев из местечек Зельва, Мосты, Пески, Ялувки, Лысково и Мстибово. Больных грузили на подводы, остальных пешком гнали на Центральную железнодорожную станцию и грузили в вагоны. За несколько дней немцы вывезли из Волковысского гетто около 5000 человек вместе с 1000 евреев из Свислочи.
Ной Фогс и Жама Даниэль из юденрата просили оккупационные власти отложить эвакуацию гетто до августа 1943 года, но этого им не разрешили. Немцы приказали оставить не более 1700 евреев-мужчин не старше 50 лет и 100 женщин, а из детей ни одного оставить не позволили. Еврейский совет должен был сделать страшный выбор — составить списки остающихся, то есть, фактически, отсрочить кому-то смерть минимум на полгода. На составление этого списка ушло семь дней, и гестапо приказало всем остающимся перейти в пустые бункера. Началась паника, гестаповцы для наведения порядка даже стреляли в толпу. Итцхак Чопер засунул своего маленького ребёнка в мешок из-под картошки и немцы, думая, что в мешке его вещи, пропустили Чопера в бункер. Так удалось забрать детей с собой ещё многим евреям. Один из парней, попавший в список и выживший, вспоминал: «Родители и дети, мужья и жены понимали, что это последняя разлука. Оставался только один час. Я сел вместе со своей матерью и четырьмя сестрами. Самая младшая плакала: „Позволь мне остаться с тобою, я хочу жить“. Мать мне сказала: „Живи и отомсти за нашу невинную кровь!“. Бункера были наполнены плачем и криком. Стоял очень большой шум, особенно возле ворот картина была жуткая. Люди суетились, метались вперед и назад, ища своих детей…». Отделив людей по списку, оставшихся немцы силой вытолкали за ворота. Затем охранник по фамилии Зирка с солдатами начал пересчитывать людей в бункерах. Маленьким детям успели заранее дать снотворное, затолкали их под нижние нары, и немцы не заметили спрятанных малышей.
Три дня — 6, 7 и 8 декабря 1942 года, из Волковыска вывозили эшелоны с евреями. Если ко 2 ноября 1942 года в гетто были согнаны более 10 000 человек, то теперь из них остались только 1800 вместе со спрятанными детьми и 60 человек из евреев-рабочих, живших в городе.
Доктор Каплинский, которому немцы приказали осмотреть опустевшие бункеры, был одним из выживших в Волковыске, и впоследствии вспоминал:

«Взору предстала жуткая картина: гора полуобнаженных тел с окровавленными головами, переломленными руками и ногами. Это были останки замученных в последний час эвакуации гетто. На полу валялось тряпье, посуда, предметы различного назначения. Все было залито кровью жертв. Воздух пропитался запахом крови и пота. Пожилая седая женщина металась от одного человека к другому, взывая: „Почему они меня тоже не убили? Передайте немцам, что меня тоже нужно расстрелять!“ Всего в покинутых бункерах осталось 80 человек. Это были больные старики и несколько детей. Их оставили только потому, что они не могли передвигаться, а некоторым удалось спрятаться. Эсэсовцы согнали их в бункер № 3 и держали здесь три дня. Зирка приказал врачам-евреям дать людям яд, но те наотрез отказались. Тогда с наступлением сумерек в бункер поставили ёмкость с серой и плотно закрыли двери с окнами. Спустя двое суток бункер открыли. Тела лежали в неестественных позах с открытыми глазами и тем не менее несколько человек ещё дышали. Их добили».
Санитарное состояние бункеров было невыносимым, медицинского обслуживания практически не было, поэтому среди оставшихся сразу начались эпидемии тифа и дизентерии. Немцы заперли больных в отдельном бункере, обрекая их на смерть от жажды и голода, и запретив здоровым входить туда. Но и эта садистская мера не остановила распространение эпидемии. Доктора Хорн, Элайзер Эпштейн и Хаим Салман делали всё, что было в их силах, но, несмотря на все усилия, за два месяца умерло около 1000 человек, и к середине января 1943 года в гетто осталось в живых только около 800 человек, из которых 30 % болели тифом. 26 января 1943 года 600 последних оставшихся в живых евреев Волковыска загнали в вагоны и отправили на смерть в Освенцим.
В акте комиссии содействия ЧГК по Волковысскому району от 18 марта 1945 года зафиксировано, что «еврейское население фашистские звери уничтожали целиком. В 1942 году евреев собрали в центре города и методично убили. Основные расстрелы проводились в лесах западнее Волковыска. Среди погибших были 27 врачей, 50 учителей, 5 инженеров, 6 техников, 5 юристов, 6 служителей культа».

## Сопротивление в гетто
Летом 1942 года волковысские евреи создали подпольную организацию, наладившую контакт с партизанами. Однажды партизаны послали связного в город за врачом для раненого партизана. Спасать бойца вызвался доктор Вейнберг, глава еврейского совета, который пошел в Замковый лес и оказал раненому всю возможную помощь. Среди партизан оказался предатель, сообщивший немцам, что им помогают евреи. Нацисты арестовали и расстреляли 12 евреев-врачей и несколько инженеров, в том числе Исаака Вейнберга и Якова Кауфмана. После убийства Вейнберга главой юденрата немцы назначили Ноя Фогса.

## Случаи спасения и «Праведники народов мира»
От невыносимых условий в гетто бежали, в основном, молодые евреи, у которых ещё были силы. Многим от безысходности приходилось возвращаться назад — от голода, холода, не найдя партизан и не получив укрытия у местных жителей. Касриель Лашович вместе с несколькими товарищами сумел сбежать во время работы в хатьковский лес, там они объединились с другими беглецами и организовали партизанский отряд. До конца войны многие из них погибли, но некоторые выжили.
Мало кто из местных жителей рисковал своей жизнью и жизнями родных, чтобы помочь евреям, но такие люди всё-таки находились. На одном из хуторов Изабелинской гмины прятали еврейскую семью, немцы нашли их и расстреляли вместе с хозяевами хутора, а дом сожгли. На хуторе между Козьими Горами и Волковыском семья Марковских прятала евреев, и все спаслись, дождавшись освобождения.
В январе 1943 года многие узники гетто решили бежать в Белостокское гетто, так как ходили слухи, что там условия лучше. Около 200 евреев из Волковыска за всё время существования гетто действительно смогли убежать туда, но там оказалось лучше только тем, кто имел чем откупиться от охраны. Сейчас же убежать удалось только немногим, но и те не смогли даже выбраться из города. Среди них были доктора Каплинский и Исаак Резник, которых укрыли и спасли местные друзья-неевреи. Рахиль Вайнштейн спасла её школьная подруга — полька Завадская Леолянда и её будущий муж Янковский Мариан.
3 человека из Волковыска были удостоены почетного звания «Праведник народов мира» от израильского мемориального института «Яд Вашем» «в знак глубочайшей признательности за помощь, оказанную еврейскому народу в годы Второй мировой войны»:
- Новосад Александр — за спасение Каплинской Миры[14];
- Янковский Марьян и Янковская (Завадская) Леолянда — за спасение Вайнштейн Рахиль[15].

## Организаторы и исполнители убийств
По данным расследования ЧГК, главными виновниками массовых убийств мирного населения были названы комендант Волковыска Гинш, бургомистр Зоммер и многие другие.

## Память
После войны комиссия ЧГК сумела установить 3021 фамилию узников Волковысского гетто.
Большинство волковысских евреев были вывезены в лагеря смерти Треблинку и Освенцим и убиты там. В самом Волковыске расстрелы узников гетто происходили в разных местах (по дороге на деревню Бискупцы, в урочище Козьи горы и других), а тела убитых и умерших в гетто захоранивались и перезахоранивались в основном в двух местах — в урочище Пороховня и в братской могиле на улице Медведева.
В урочище «Пороховня» установлены:
- в 1966 году — мемориальный камень в память более 4000 (4146[10]) уничтоженных в годы Катастрофы волковысских евреев[17];
- новый памятник, установленный в 2012 году;
- в 1978 году — мраморная доска с фамилиями нескольких евреев.

На улице Медведева на месте братской могилы, где захоронены как узники гетто, так и тела умерших и убитых военнопленных и жителей города, также установлен обелиск.
Опубликованы неполные списки жертв геноцида евреев в Волковыске.